# Magistrala CFR 200
Magistrala CFR 200 este o cale ferată principală a Căilor Ferate Române. Județele tranzitate de către aceasta sunt, în ordine: Brașov, Sibiu, Alba, Hunedoara și Arad. Orașele deservite sunt: Brașov, Ghimbav, Codlea, Făgăraș, Avrig, Tălmaciu, Sibiu, Săliște, Miercurea Sibiului, Sebeș, Orăștie, Simeria, Deva, Lipova, Arad, Curtici.

## Traseul magistralei CFR 200
Magistrala CFR 200 pornește din Municipiul Brașov , aflat la poalele Masivului Postăvaru, în Depresiunea Bârsei (sectorul vestic al Depresiunii Brașovului ). De aici, parcurge următorul traseu complex:
- merge spre vest, traversând văile râurilor Ghimbășel, Bârsa și Vulcănița ;
- ajunge în Municipiul Codlea , la poalele Măgurii Codlei (1.292 m), cel mai înalt punct din cadrul Munților Perșani ;
- ocolește Măgura Codlei prin nord, traversând golful depresionar Vlădeni;
- străbate Pasul Vlădeni (608 m), ce separă Munții Poiana Mărului (în sud) de Munții Bogății (în nord);
- intră în Depresiunea Făgărașului , înscriindu-se în lunca Oltului;
- traversează Depresiunea Făgărașului de la est spre vest, în sud culminând crestele înalte ale Munților Făgăraș , iar în nord cuesta nord-făgărășeană, respectiv abruptul sudic al Podișului Hârtibaciului;
- intră în Depresiunea Sibiului , urmând valea Cibinului;
- ajunge în Municipiul Sibiu (a doua reședință de județ de pe traseu);
- merge spre nord-vest, traversând bazinetele depresionare Săliște și Apold, după care urmează valea Secașului Mare , pâna în municipiul albean Sebeș ;
- intră în Depresiunea intramontană Hațeg-Orăștie, înscriindu-se în lunca Mureșului, aflată, în acest sector, la poalele Munților Metaliferi;
- traversează văile râurilor Cugir, Orăștie (Grădiștea), Strei și Cerna ;
- ajunge în Municipiul Deva (a treia reședință de județ de pe traseu);
- intră în Defileul Mureșului Inferior (Defileul Deva-Lipova), în sud aflându-se Dealurile Lipovei, iar în nord Munții Metaliferi și Munții Zarandului;
- intră în Câmpia Mureșului, sectorul nordic al Câmpiei Banatului, străbătând Municipiul Arad , (a patra reședință de județ de pe traseu);
- continuă spre nord-vest, traversând Câmpia Aradului ;
- iese din România prin orașul arădean Curtici , continuându-și traseul prin Ungaria și Austria .

## Căi ferate principale
- 200 Brașov - Podu Olt - Sibiu - Vințu de Jos - Simeria - Deva - Ilia - Săvârșin - Radna - Arad - Curtici (470 km)
- 200A Vințu de Jos - Teiuș
- 201 Podu Olt - Câineni - Lotru - Călimănești - Râmnicu Vâlcea - Drăgășani - Piatra Olt
- 202 Simeria - Petroșani - Târgu Jiu - Cărbunești - Filiași
- 208 Sibiu - Copșa Mică
- 212 Ilia - Margina - Lugoj
- 221 Filiași - Turceni - Rovinari - Târgu Jiu

### Căi ferate adiacente
| Secția | Traseu                                                 | Lungime (km) | Operator                                                                             |
| ------ | ------------------------------------------------------ | ------------ | ------------------------------------------------------------------------------------ |
| 200A   | Vințu de Jos - Teiuș                                   | 29           | CFR                                                                                  |
| 201    | Podu Olt - Piatra Olt                                  | 164          | CFR                                                                                  |
| 202    | Simeria - Petroșani - Târgu Jiu - Cărbunești - Filiași | 202          | CFR                                                                                  |
| 203    | Bartolomeu - Zărnești                                  | 24           | Regio Călători                                                                       |
| 204    | Sibiu - Agnita (linie îngustă)                         | 56           | Asociația Prietenii Mocăniței (În curs de reabilitare)                               |
| 205    | Băbeni - Alunu                                         | 41           | Servtrans (Doar transport marfă)                                                     |
| 206    | Șibot - Cugir                                          | 13           | inchisa                                                                              |
| 207    | Simeria - Hunedoara                                    | 15           | Închisă                                                                              |
| 208    | Sibiu - Copșa Mică                                     | 45           | CFR                                                                                  |
| 209    | Mintia - Brad                                          | 29           | Desființată                                                                          |
| 210    | Bărăbanț - Zlatna                                      | 35           | Regio Călători                                                                       |
| 211    | Subcetate - Caransebeș                                 | 77           | Desființată între Subcetate și Bouțari Trafic inexistent între Caransebeș și Bouțari |
| 212    | Ilia - Lugoj                                           | 83           | CFR                                                                                  |
| 213    | Timișoara Nord - Radna                                 | 68           | CFR                                                                                  |
| 214    | Livezeni - Lupeni                                      | 17           | CFR (Doar transport marfă)                                                           |
| 215    | Arad - Curtici                                         | 17           | CFR                                                                                  |
| 216    | Arad - Sânnicolau Mare - Vâlcani                       | 87           | Regio Călători                                                                       |
| 217    | Timișoara Nord - Nerău                                 | 92           | Regio Călători                                                                       |
| 218    | Timișoara Nord - Cenad                                 | 75           | Regio Călători                                                                       |
| 219    | Vâlcele - Bujoreni Vâlcea                              | 41           | Desființată, dar cu planuri de reconstrucție                                         |
| 220    | Târgu Cărbunești - Seciurile                           | 23           | CFR (Doar transport marfă)                                                           |
| 221    | Filiași - Turceni - Rovinari - Târgu Jiu               | 79           | CFR                                                                                  |
| 221A   | Amaradia - Bârsești                                    | 10           | Doar transport marfă                                                                 |
| 222    | Turceni - Drăgotești                                   | 29           | CE Turceni (Doar transport marfă)                                                    |
| 223    | Sebeș - Petreștii de Pădure                            | 10           | Închisă                                                                              |
| 225    | Ucea - Victoria                                        | 9            | Doar transport marfă                                                                 |